# Cleveland-Lloyd Dinosaur Quarry

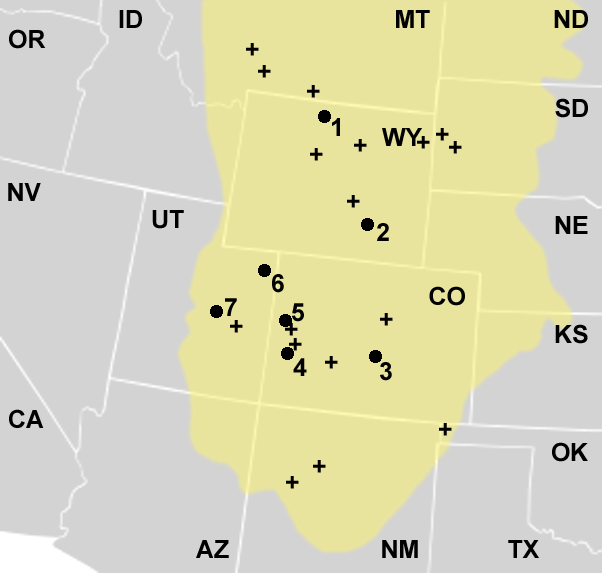
Allosaurus vindplaatsen met de Cleveland-Lloyd Dinosaur Quarry (nr 7)

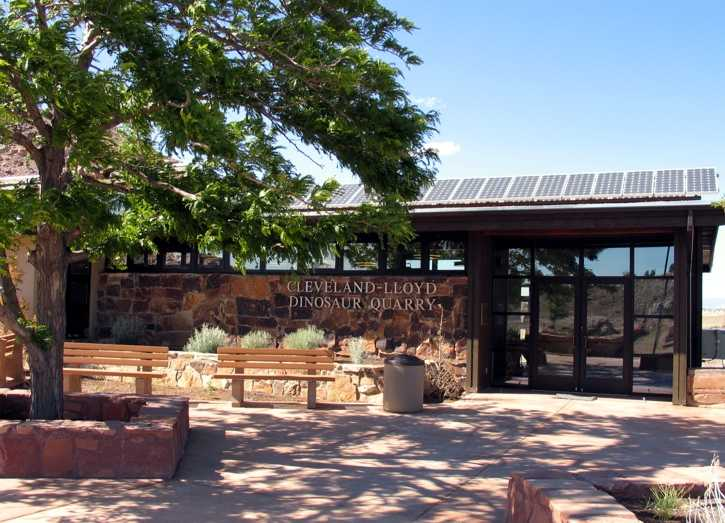
Het bezoekerscentrum

De Cleveland-Lloyd Dinosaur Quarry is een paleontologische vindplaats in de Brushy Basin Member van de Morrison-formatie in Emery County (nabij Cleveland, Utah, Verenigde Staten) en is een van de grootste, bekende beenderlagen met resten van Dinosauria.
Er werden al minstens 15.000 beenderen opgegraven tijdens expedities door de University of Utah en het Utah Museum of Natural History in Salt Lake City. De meeste originele fossielen staan tentoongesteld en/of worden opgeslagen in het Utah Museum of Natural History. Vele skeletten, samengesteld uit beenderen afkomstig van de Cleveland-Lloyd Dinosaur Quarry, worden in meer dan 65 musea over de hele wereld tentoongesteld. In oktober 1965 werd de vindplaats uitgeroepen tot National Natural Landmark. De ouderdom is Tithonien (152.1 ± 4 – 145 ± 4 Mya), Boven-Jura. Het is niet bekend wanneer precies de Cleveland-Lloyd Dinosaur Quarry ontdekt werd, maar waarschijnlijk werd deze paleosite op het einde van de 19de eeuw door herders ontdekt. De naam is afgeleid van de stad Cleveland en Malcomb Lloyd die veel van het onderzoek financierde.

## Expedities
In 1927 werden door de University of Utah, Department of Geology, onder leiding van Ferdinand Friis Hintze, achthonderd beenderen verzameld. En onder leiding van William Lee Stokes van Princeton University vonden van 1937 tot 1939 de eerste georganiseerde opgravingen plaats. Gedurende drie zomerseizoenen verzamelden zij 1.200 beenderen. Tot in 1960 werd de groeve niet meer bezocht. In 1974 werd een tot dan onbekende soort dinosauriër beschreven door James Henry Madsen (Assistant Research Professor Geology and Geophysics, University of Utah): Stokesosaurus clevelandi. Madsen beschreef in 1976 nog een tweede soort: Marshosaurus bicentesimus. Paleontologen van de Brigham Young University (Brigham Young-universiteit) ontdekten in 1987 een dinosauriërei, op dat moment het oudst bekende van zijn soort.

## Geologische en paleontologische context
De stratigrafie van de Cleveland-Lloyd Dinosaur Quarry werd grondig bestudeerd door onder meer geologe/paleontologe Sue Ann Bilbey van The University of Utah die er in 1992 over publiceerde. De groeve bevindt zich in de afzettingen van een overstromingsvlakte die uit grijze, kalkhoudende kleisteen bestaan. Deze afzettingen worden op hun beurt overdekt door micriet-afzettingen en door vulkanische as. Het paleomilieu waarvan de Cleveland-Lloyd Dinosaur Quarry deel uitmaakte was typisch voor een waterrijk gebied. Het bestond uit de reliëfrijke overstromingsvlakte van een riviersysteem met meerdere onderling verbonden rivierkanalen. Het sedimentatiebeeld van de versteende klei en modder in de groeve is kenmerkend voor seizoensgebonden klei-accumulatie in een topografische laagte tussen rivieren, een zogenaamde overstromingsvijver. Deze bevatte sterk kleverige en zuigende modder onder het wateroppervlak waardoor Dinosauria vast kwamen te zitten terwijl zij dronken en/of in de buurt op jacht waren. Een van de meest opvallende kenmerken van de Cleveland-Lloyd-paleofauna is dat zij bijna uitsluitend uit Dinosauria bestaat, waarvan dan nog eens 67% geïdentificeerd werd als Allosaurus fragilis Marsh (1877), een grote, carnivore dinosauriër (Saurischia, Theropoda, Carnosauria, Allosauridae, Allosaurinae). De Amerikaanse paleontoloog Jim Madsen rapporteerde in 1975 dat minstens 44 exemplaren van Allosaurus fragilis aangetroffen werden (momenteel zijn minstens zestig exemplaren bekend). Dit is ongewoon omdat de roofdier/prooi-verhouding bij Dinosauria meestal in het voordeel van de planteneters is (d.w.z. dat er meer planteneters dan vleeseters zijn). Volgens de Amerikaanse paleontoloog Peter Dodson (1971) en Dodson et al. (1980) zijn vleeseters in vele bonebeds inderdaad sterk in de minderheid tegenover planteneters. Er wordt dan ook algemeen aangenomen dat de Cleveland-Lloyd Dinosaur Quarry een "predatorval" was (Engels: predator trap). De roofdier/prooi verhouding van Cleveland-Lloyd Dinosaur Quarry is 3:1. Deze anomalie kan verklaard worden doordat Allosaurus in groepsverband joeg, wat ondersteund wordt door het hoge percentage kleinere (jongere) exemplaren van Allosaurus. Deze moeten samengewerkt hebben om prooi te achtervolgen en te doden. Zij achtervolgden hun prooi tot in de overstromingsvijver en kwamen op hun beurt in de kleverige modder vast te zitten. De dichte concentratie van schedelbeenderen (meestal van Allosaurus) ondersteunt de hypothese van het jagen in groepsverband. Grotere solitaire Theropoda op zoek naar prooi en/of aas werden aangetrokken door stervende dieren en door de karkassen van de in de modder ingesloten dieren (meestal kleinere individuen van hun eigen soort) en kwamen eveneens om in de zuigende modder. Vele beenderen vertonen duidelijke sporen van predatie. De paleofauna verschilt van vele andere bone beds omdat de aangetroffen soorten niet allochtoon zijn, wat wil zeggen dat hun resten niet door watertransport van elders aangevoerd werden. De beenderen worden meestal niet in anatomisch verband aangetroffen, vertonen een willekeurige verspreiding en zijn over het algemeen gebroken omdat de dieren zich over elkaar heen en over de reeds aanwezige karkassen uit de modder trachtten te bevrijden.
Resten van ongewervelden en van planten (enkel vier geslachten groene algen werden aangetroffen) zijn uiterst zeldzaam in de Cleveland-Lloyd Dinosaur Quarry. Er werd ook een krokodil gevonden (Goniopholis; Crocodylomorpha, Goniopholididae), vier geslachten slakken (Mollusca, Gastropoda), en twee schildpadden van het geslacht Glyptops (Testudines, Cryptodira, Pleurosternidae).
Het ei dat in 1987 door paleontologen van de Brigham Young University gevonden werd, behoorde mogelijk tot Allosaurus. Het had meerdere schaallagen. Dit wijst erop dat het niet gelegd werd, maar langer dan normaal in het lichaam van het moederdier gehouden werd, waardoor de schaal verschillende keren afgezet werd. Een gelijkaardig fenomeen komt vandaag voor bij vogels die leven onder stresserende omstandigheden, zoals ziekte, verhongering of overbevolking. Gezien de grote concentratie dieren moet deze allosauride in één of andere stresserende situatie geleefd hebben in het gebied waar nu Cleveland-Lloyd Dinosaur Quarry ligt.
Buiten Allosaurus fragilis werden in de groeve nog de volgende soorten Dinosauria aangetroffen:
- Torvosaurus tanneri Galton & Jensen, 1979 (Saurischia, Theropoda, Megalosauridae, Megalosaurinae) (één specimen)
- Ceratosaurus nasicornis (Saurischia, Theropoda, Ceratosauridae)(één specimen)
- Stokesosaurus clevelandi Madsen, 1974 (Saurischia, Theropoda, Proceratosauridae)(drie specimina)
- Marshosaurus bicentesimus Madsen, 1976 (Saurischia, Theropoda, Megalosauroidea, Piatnitzkysauridae) (twee specimina)
- Ornitholestes sp.? Osborn, 1903 (Saurischia, Theropoda, Tyrannoraptora, Ornitholestinae)(één specimen)
- Brachiosaurus altithorax Riggs, 1903 (Saurischia, Sauropodomorpha, Titanosauriformes, Brachiosauridae)
- Camarasaurus lentus (Sauropodomorpha, Camarasauromorpha, Camarasauridae)(drie specimina)
- Haplocanthosaurus priscus Hatcher, 1903 (Saurischia, Sauropodomorpha, Diplodocoidea, Haplocanthosauridae)
- Barosaurus lentus Marsh, 1890 (Saurischia, Sauropodomorpha, Diplodocidae, Diplodocinae)
- Amphicoelias altus Cope, 1878 (Saurischia, Sauropodomorpha, Flagellicaudata, Diplodocidae)
- Mongolosaurus sp.? Gilmore, 1933 (Saurischia, Sauropodomorpha, Sauropoda, Nemegtosauridae)
- Camptosaurus dispar (Marsh, 1879) (oorspronkelijk Camptonotus)(Ornithischia, Ornithopoda, Ankylopollexia, Camptosauroidea, Camptosauridae)
- Stegosaurus stenops Marsh, 1887 (Ornithischia, Stegosauria, Stegosauridae, Stegosaurinae)
- Ankylosauriër ? (Ornithischia, Eurypoda, Ankylosauria)
- niet-geïdentificeerde sauropode (Saurischia, Sauropodomorpha, Sauropoda)
- niet-geïdentificeerde ornithopode (Ornithischia, Ornithopoda)

## Een alternatieve theorie
In oktober 2002 presenteerde Terry Gates, die toen een masteropleiding (als "graduate student") in de paleontologie volgde aan de University of Utah, op de jaarlijkse vergadering van de Society of Vertebrate Paleontology te Norman, Oklahoma, V.S., een alternatieve hypothese over de doodsoorzaak van de Dinosauria in de Cleveland-Lloyd Dinosaur Quarry. Het lukte Gates niet een modern voorbeeld van een predatorval te vinden. De aard van de gevonden beenderen wees er volgens hem op dat extreme droogte de doodsoorzaak was. Aanhoudende droogte concentreert dieren rond opdrogende waterplassen waar zij uiteindelijk sterven. In de groeve worden de beenderen van de ledematen niet aangetroffen in een verticale positie, zoals men zou kunnen verwachten van dieren die in modder vast kwamen te zitten. Deze beenderen zouden dan zowel verticaal, als in anatomisch verband teruggevonden moeten worden, wat in de Cleveland-Lloyd Dinosaur Quarry zeer weinig voorkomt. Waar dit wel het geval is, is bijvoorbeeld in de Pyramid Valley Moa Swamp in Nieuw-Zeeland, waar de poten van moa's (Aves, Palaeognathae, Notopalaeognathae, Dinornithiformes), gigantische uitgestorven loopvogels, in verticale positie en in anatomisch verband aangetroffen worden. Daartegenover zijn er geen moderne voorbeelden bekend van roofdieren en/of aaseters die omkomen omdat ze zich op een dier werpen dat zich in modder vastgelopen heeft. Gates beweert dat het hoge percentage (82%) jonge allosauriërs in de Cleveland-Lloyd Dinosaur Quarry nog een argument is tegen de theorie van de predatorval. Het is al dikwijls aangetoond dat jonge dieren zeer gemakkelijk sterven ten gevolge van stresserende omstandigheden in hun habitat. Het percentage van 82% jonge dieren is volgens Gates overtuigend bewijs dat er iets gaande was waardoor een massa jonge dieren bijeengedreven werd. Het sedimentatiebeeld van de groeve toont kenmerken van droogte, zoals versteende krimpscheuren (Engels: mud cracks), wat op periodieke droogte wijst in het paleomilieu van de Cleveland-Lloyd Dinosaur Quarry. Door deze opeenstapeling van bewijzen komt Gates tot zijn hypothese dat de Cleveland-Lloyd Dinosauria een langzame en pijnlijke dood stierven ten gevolge van droogte. In zijn scenario verzamelen talrijke planteneters zich in het droge seizoen rond waterplassen en consumeren al de daar beschikbare vegetatie. Enkele planteneters sterven en de geur lokt vele allosauriërs die zich eveneens rond de waterplassen beginnen te verzamelen en hier en daar een planteneter aanvallen. Uiteindelijk verslinden de allosauriërs al de herbivoren en komen dan zelf als laatste om, wat resulteerde in een hoge concentratie vleeseters. Onderzoek heeft aangetoond dat carnivore Dinosauria uit noodzaak kannibalistisch werden (bv. Majungasaurus crenatissimus Depéret, 1896) (Saurischia, Theropoda, Abelisauridae, Majungasaurinae). Het is dus mogelijk dat Allosaurus zijn eigen soort opat en hierdoor zijn soortgenoten in de buurt tolereerde. In de grote droogte resulteerde dit in dood door uitdroging, bacteriële infecties en zonnesteek.
Gates' hypothese is weersproken door Sue Ann Bilbey, die zich toegelegd heeft op de studie van de Cleveland-Lloyd Dinosaur Quarry-sedimenten. Zij geeft de voorkeur aan de oude hypothese van de predatorval, met dieren die op zoek zijn naar water en in vulkanische modder vast geraken. Het geluid van stervende dieren en de geur van ontbindende karkassen lokte vleeseters, vooral Allosauriërs. Eén van de achttien locaties in de groeve die Bilbey onderzocht, bevatte een overvloed aan gips, wat een indicatie van droogte kan zijn, maar gips kan ook door grondwater afgezet worden. Bilbey's analyses tonen aan dat de sedimenten van de groeve voornamelijk uit versteende klei en modder (Engels : "mudstone") samengesteld zijn en gemaakt zijn van vulkanische as. Grondwater in de vorm van bronnen en water van het riviersysteem deden de waterspiegel stijgen en vormde een meer of grote vijver waar de groeve nu ligt. Het water veranderde de vulkanische as regelmatig in een modderig en kleverig moeras waarin vele Dinosauria bleven vastzitten. Haar sedimentologische bevindingen komen het best overeen met het scenario van de predatorval, hoewel periodieke droogte het gebied van de predatorval beperkt kan gehouden hebben.